# Noordzee-olievelden

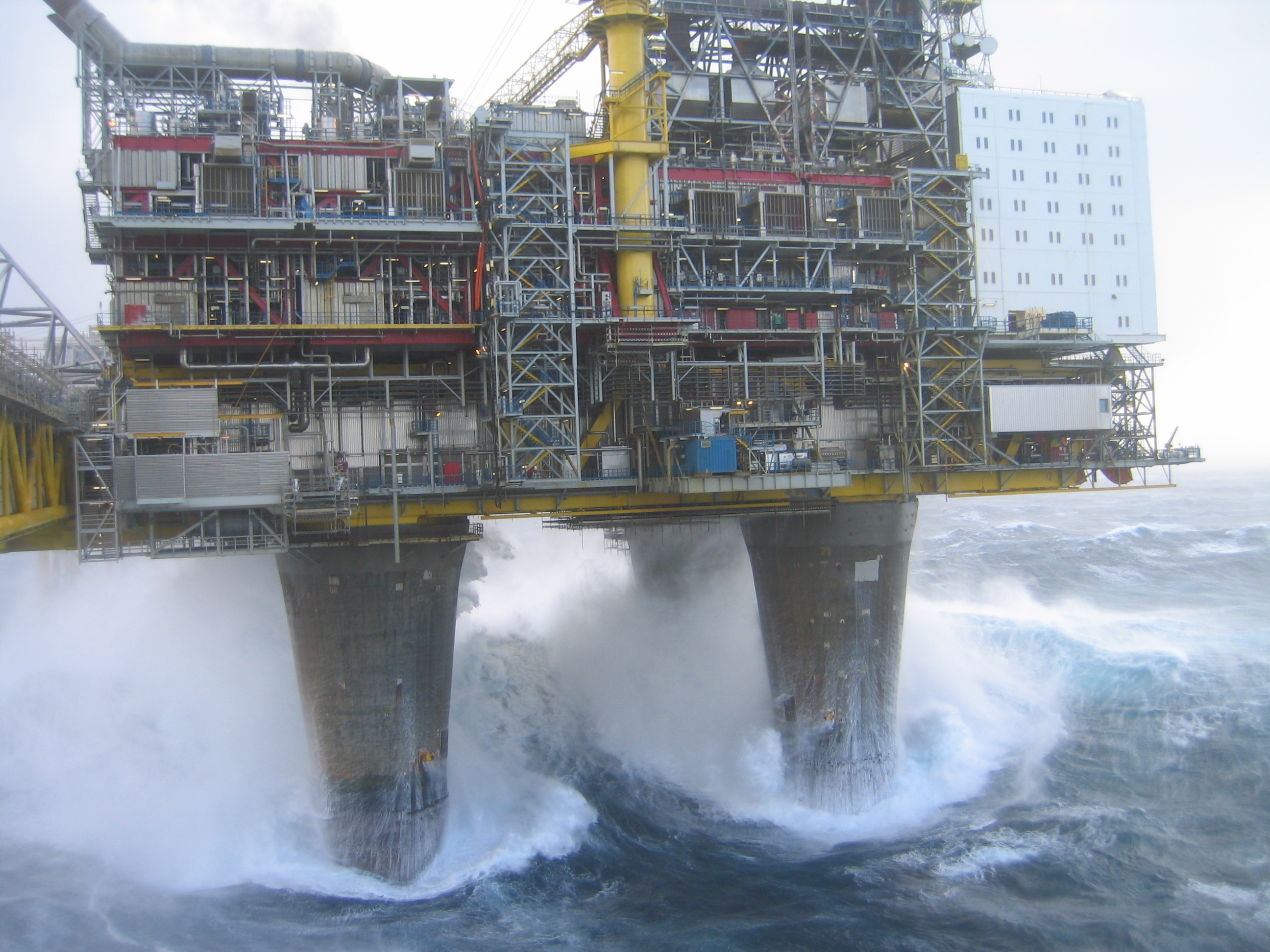
De Oseberg A condeep is een aanpassing aan de moeilijke omstandigheden op de Noordzee.
De hogere olieprijs na de oliecrisis van 1973 maakte Noordzee-olie economisch rendabel, wat het Verenigd Koninkrijk en vooral Noorwegen economische voorspoed bracht.

Noordzeeolie- en gasvelden zijn de offshore gasvelden in vooral de zuidelijke Noordzee en de Britse en Noorse olievelden ten noorden daarvan.
De offshore op de Noordzee begon ruim nadat die elders al tot ontwikkeling gekomen waren, zoals vanaf de jaren 1920 op het Meer van Maracaibo en de jaren 1930 in de Kaspische Zee en de Golf van Mexico. Dit lag mede aan de zwaardere weersomstandigheden, die hoge kosten met zich mee zouden brengen. Daarnaast werd gedacht dat er niet voldoende olie en gas te winnen zou zijn. Ook ontbrak internationale regelgeving over de verdeling van het continentaal plat.
De Suezcrisis van 1956 maakte echter duidelijk dat Europa afhankelijk was van een politiek instabiel gebied, zodat gezocht werd naar alternatieven. Op 29 mei 1959 werd in Kolham de Slochterse gasbel ontdekt, waarmee het vermoeden rees dat ook in de Noordzee aardgas zou zijn te vinden.

## Continentaal plat
| Land                | Ondertekening    | Ratificatie      | In werking    |
| ------------------- | ---------------- | ---------------- | ------------- |
| Denemarken          | 29 april 1958    | 12 juni 1963     | 10 juni 1964  |
| Duitsland           | 30 oktober 1958  |                  |               |
| Nederland           | 31 oktober 1958  | 18 februari 1966 | 20 maart 1966 |
| Noorwegen           | 9 september 1971 | 9 oktober 1971   |               |
| Verenigd Koninkrijk | 9 september 1958 | 11 mei 1964      | 10 juni 1964  |

Verdeling van de Noordzee. Duitsland maakte met succes bezwaar tegen het equidistantiebeginsel

Voordat deze vondsten gedaan werden, werd in 1958 het Verdrag inzake het continentale plateau – tegenwoordig onderdeel van het VN-Zeerechtverdrag – afgesloten. Het trad in werking op 10 juni 1964 nadat het Verenigd Koninkrijk op 11 mei als tweeëntwintigste staat had geratificeerd. Hiermee werd het continentaal plat van de Noordzee verdeeld tussen de aangrenzende landen. Deze verdeling voorafgaande aan de vondsten lieten het proces daarna aanmerkelijk soepeler verlopen dan in gebieden waarin dit andersom het geval was.
Duitsland ondertekende het verdrag wel, maar ratificeerde het nooit. De Duitse overheid gaf al in 1963 een concessie aan Deutsches Nordsee-Konsortium, een consortium van tien maatschappijen met Amoco Hanseatic als operator. Deze liet de Mr. Louie en de Mr. Cap proefboringen doen in de Duitse Bocht, waarbij Nordsee B-1 de eerste put was die gas produceerde, al was dit niet commercieel door het hoge gehalte stikstof.
Het Verenigd Koninkrijk vaardigde op 15 april 1964 de Continental Shelf Act en ratificeerde op 11 mei het verdrag, waarna het Ministry of Power in september 1964 begon concessies uit te geven.
Naast het VN-verdrag waren aanvullende verdragen nodig. Zo werd in 1971 het Frigg-veld ontdekt dat in zowel Britse als Noorse wateren lag. Daarom moest eerst bepaald worden hoeveel gas zich aan welke kant van de grens bevond, of het als een veld geëxploiteerd zou worden of als twee, en waar het naartoe zou worden geëxporteerd. Dit werd overeengekomen op 10 mei 1976 in het Frigg-verdrag. Het was een belangrijke doorbraak over hoe twee landen samen een veld exploiteren.

## Vroege vondsten
Aanvankelijk werd vooral gezocht in de zuidelijke Noordzee. Op 17 september 1965 boorde het hefplatform Sea Gem gas aan in de BP-concessie West Sole-veld, om echter enkele maanden later te kapseizen. De zware weersomstandigheden vereisten een aanpassing van de gebruikte technologie om veilig te kunnen werken.
Vele proefboringen later dacht men dat winning beperkt zou blijven tot gas in de zuidelijke Noordzee, maar met de vondst van de enorme Ekofisk- en Forties-velden in 1969 en 1970 bleek er in het Noorse en Britse deel ook veel olie aanwezig. Om dit rendabel te kunnen winnen in de zware omstandigheden op de Noordzee, hield de lage olieprijs veel investeringen tegen.

## Oliecrisis van 1973
Dit veranderde toen op 6 oktober 1973 de Jom Kipoeroorlog uitbrak. Toen de OPEC een olie-embargo instelde voor de Verenigde Staten en Nederland met de oliecrisis van 1973 tot gevolg, bleek dit een enorme stimulans voor de offshoresector. Dat werd versterkt doordat veel overheden door de crisis energieonafhankelijkheid meer gingen benadrukken. Door de haast en de hoge inflatie in de jaren 1970 werden budgetten ruimschoots overschreden, tot twee- driemaal toe. Hoewel deze projecten desondanks succesvol waren, werd bij velden van de tweede generatie, zoals Murchison, dan ook meer de nadruk gelegd op de kosten.
Aberdeen en Stavanger kregen een centrale rol in deze industrie en kenden een zeer sterke groei.

## Oliecrisis van 1979
In 1979 zorgde de Iraanse Revolutie voor de tweede oliecrisis waardoor de olieprijs naar de $30 schoot. In tegenstelling tot in 1973 waren elektriciteitscentrales in 1979 echter technisch veel meer in staat om over te schakelen naar gas en steenkool. Dit had een scherpe daling van de vraag naar olie tot gevolg. Die daling werd echter vooral opgevangen door de OPEC met daarin de grootste rol voor Saoedi-Arabië verloor in de rol van swing producer. De productie van de Noordzee-olie nam in deze periode gestaag toe, daarbij geholpen door de hoge olieprijs.

## Malaise van 1986
Eind 1985 besloot Saoedi-Arabië dat het niet langer zijn productie zou verminderen om de stijging van anderen op te vangen. Het bood korte tijd ruwe olie aan volgens netback pricing waarbij de prijs werd gebaseerd op die van de geraffineerde olieproducten. Zelfs bij een dalende prijs bleef er daardoor voldoende marge voor de raffinaderijen, met een overaanbod als gevolg. Andere OPEC-landen volgden, waarop de prijzen meer dan halveerden. Veel dure olievelden zoals in de Verenigde Staten en de Noordzee waren niet langer rendabel en investeringen daar werden uitgesteld. Dit gold vooral voor het Britse deel, want de Noorse productie – die aanvankelijk achter was gebleven – bleef gestaag stijgen.